# Corrèze (AOC)
Pour les articles homonymes, voir Corrèze.
Le corrèze, ex « vin de pays de la Corrèze », est un vin français d'appellation d'origine contrôlée situé au sud du département de la Corrèze. Ce label concerne deux secteurs géographiques — le vignoble du Midi corrézien, et celui du canton de Donzenac — pour une surface extrêmement réduite de 75 hectares plantés en 2016.
De 2009 à 2017, l'IGP englobe des vins tranquilles et mousseux produits en Corrèze, ainsi que du vin de paille ou « vin paillé ». Héritée d'un vignoble historique, il s'agit de l'une des deux seules appellations géographiques viticoles du Limousin avec l'IGP Haute-Vienne. Depuis l'obtention de l'AOC en 2017, elle se décline en vins tranquilles rouges (cabernet franc, parfois associé avec du cabernet-sauvignon et du merlot), vins de paille (cabernet franc, cabernet-sauvignon, chardonnay, merlot, sauvignon), vins tranquilles rouges (cabernet franc) et blancs secs (chenin) avec la dénomination géographique complémentaire « coteaux de la Vézère ».

## Origine

### Historique

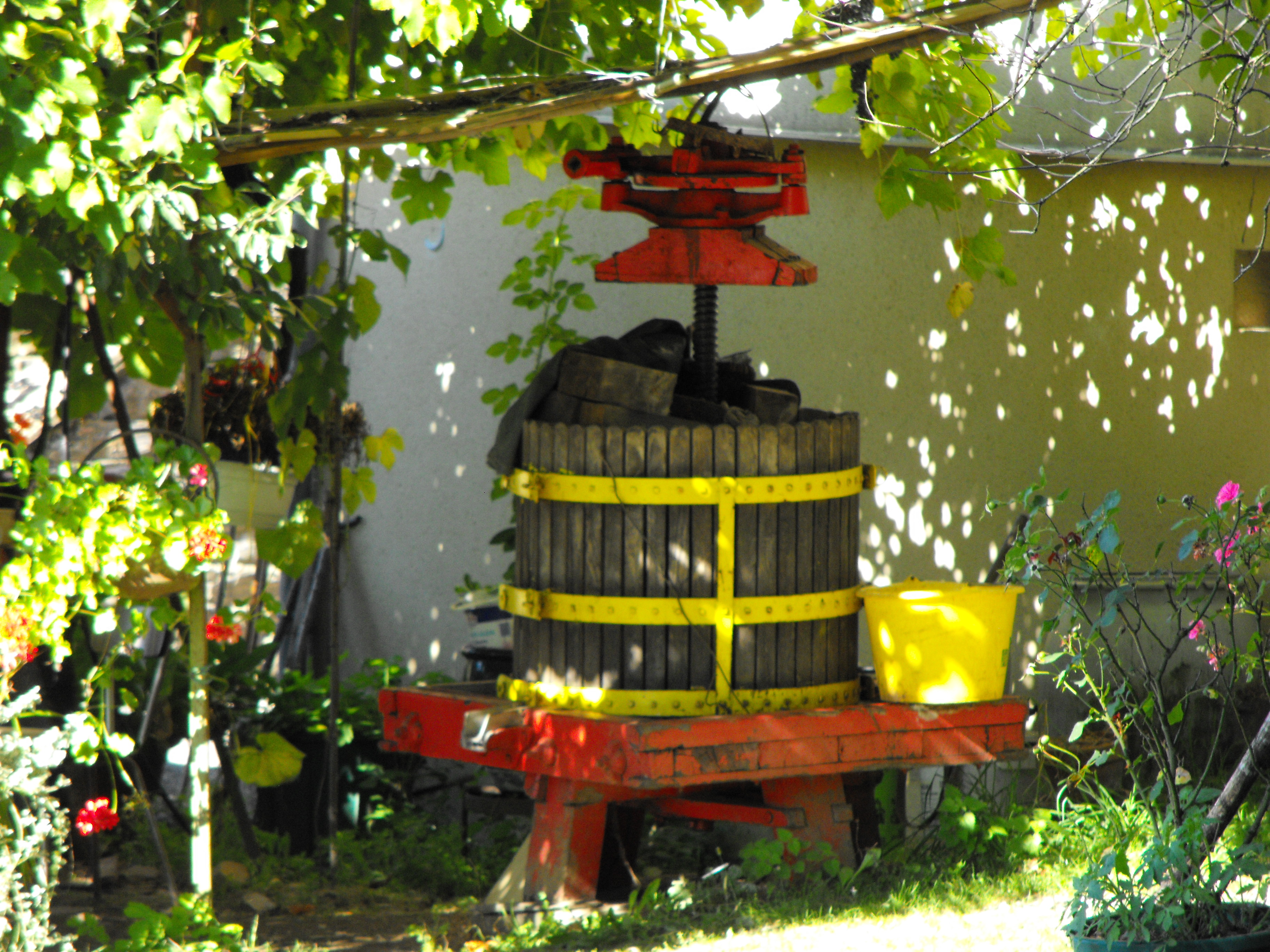
Pressoir au Saillant d'Allassac.

Le Limousin est une ancienne région viticole. L'essentiel des vignes a été ravagé par les épidémies, le phylloxera et l'oïdium entre autres, et n'a pas résisté à l'exode rural. 
Considéré au XVIe siècle comme ne devant « guère rien à celui de Bordeaux », le vignoble du Bas-Limousin a laissé sa trace dans les toponymes, comme ceux de Soudaine-Lavinadière ou Vignols. Des gravures du XVIIe siècle représentent la ville de Limoges entourée de vignes. C'est d'ailleurs ce siècle qui est sans conteste le siècle d'or du vignoble limousin. L'amélioration des routes introduisit une concurrence avec les vins du Périgord et de l'Angoumois.
Le vignoble est remplacé au cours de la première moitié du XXe siècle par des cultures moins fragiles (noyers et chênes truffiers à l'instar du Périgord et du Quercy voisins), puis est totalement supplanté par l'élevage, ne subsistant que pour les productions personnelles. 
C'est en 1989 que des passionnés entreprennent de replanter de la vigne à Branceilles, suivis en 2003 par le retour du vignoble du Saillant.
La Fédération des vins de la Corrèze a obtenu l'AOC Corrèze en 2017.

### Géographique
Le vignoble se répartit entre le canton de Donzenac (communes d'Allassac, Voutezac et Sainte-Féréole) pour le vin des coteaux de la Vézère, et le midi corrézien pour le vin de paille d'une part (entre Turenne à l'ouest et Beaulieu-sur-Dordogne à l'est, dans le secteur de Queyssac-les-Vignes), et le vin des Mille et Une Pierres d'autre part (communes de Branceilles et La Chapelle-aux-Saints).

#### Le midi corrézien

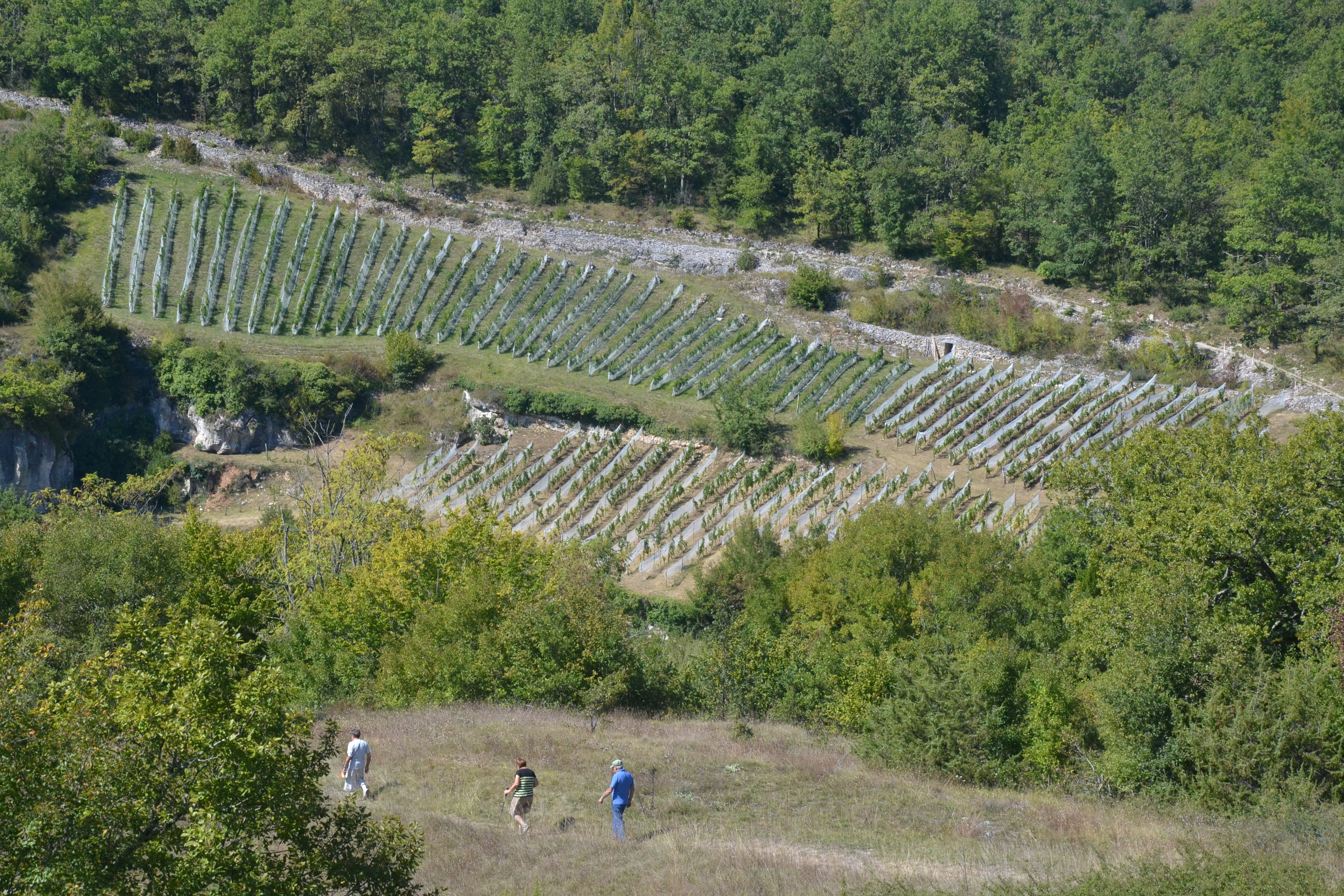
Vignes à Chasteaux.

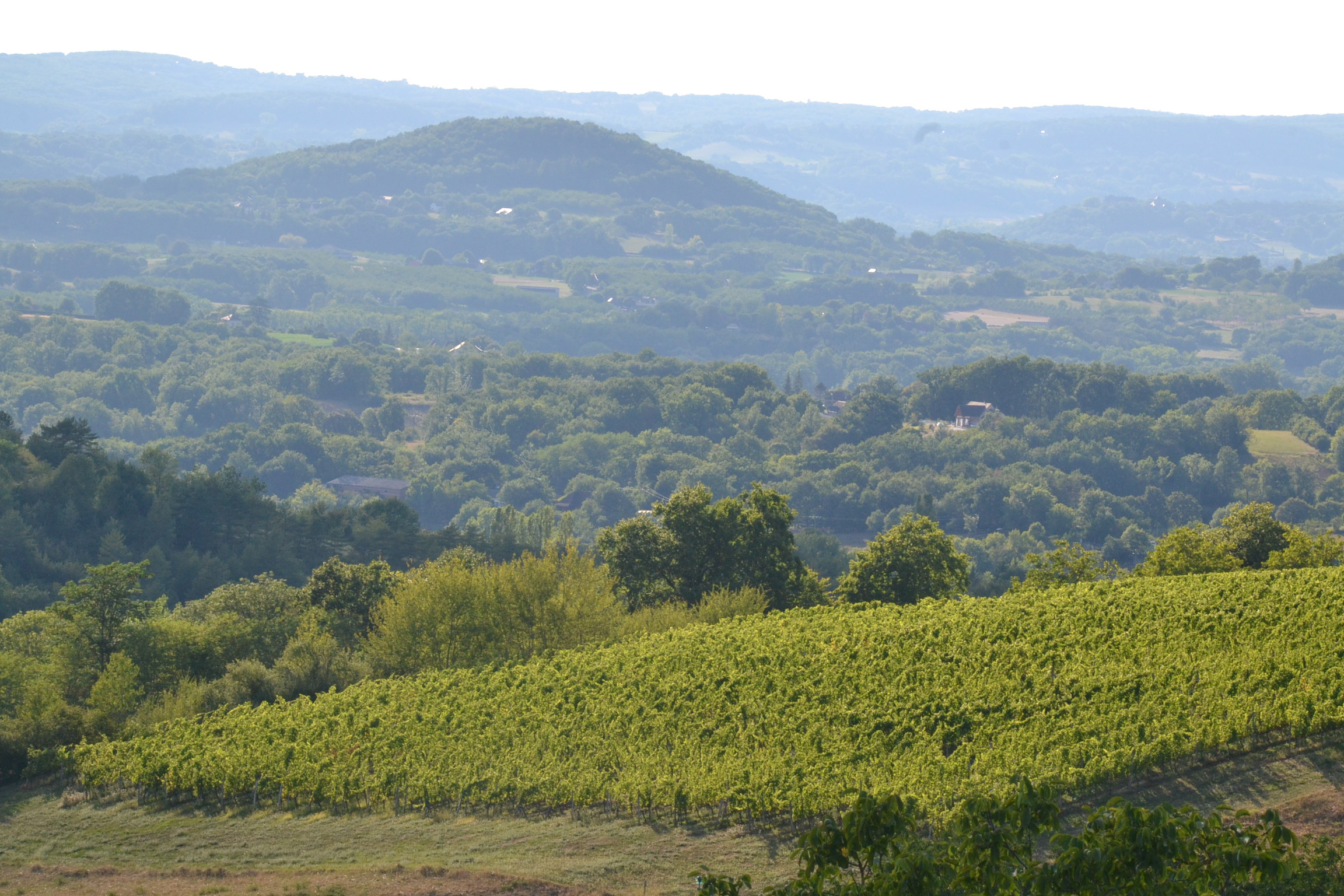
Vignes à Queyssac-les-Vignes.

Autour du vin de paille, une poignée d'ardents paysans, poursuivent une démarche, faisant revivre celui qui était surnommé « miel des Muses », et créé par les Romains, ramené en l'an de grâce 622 par saint Éloi au roi Dagobert. Ses cépages en rouge sont le cabernet franc, le cabernet sauvignon, tandis que le chardonnay et le sauvignon le sont en blanc.
Au niveau de la production, le vin de paille est modeste, produit dans une très petite zone viticole autour de Queyssac-les-vignes, sur les coteaux de la vallée de la Dordogne, à raison de 14 000 bouteilles sorties annuellement. Les dix-huit agriculteurs producteurs le commercialisent chez eux, dans leur exploitation, chacun vinifiant à domicile, sans structure coopérative, mais rassemblés dans un syndicat. L'élaboration doit respecter un cahier des charges bien précis (vendanges à la main, séchage, pressurage, fermentation) afin d'obtenir son appellation « vin de paille » validée par une commission d'agrément.

#### Le vignoble de Branceilles

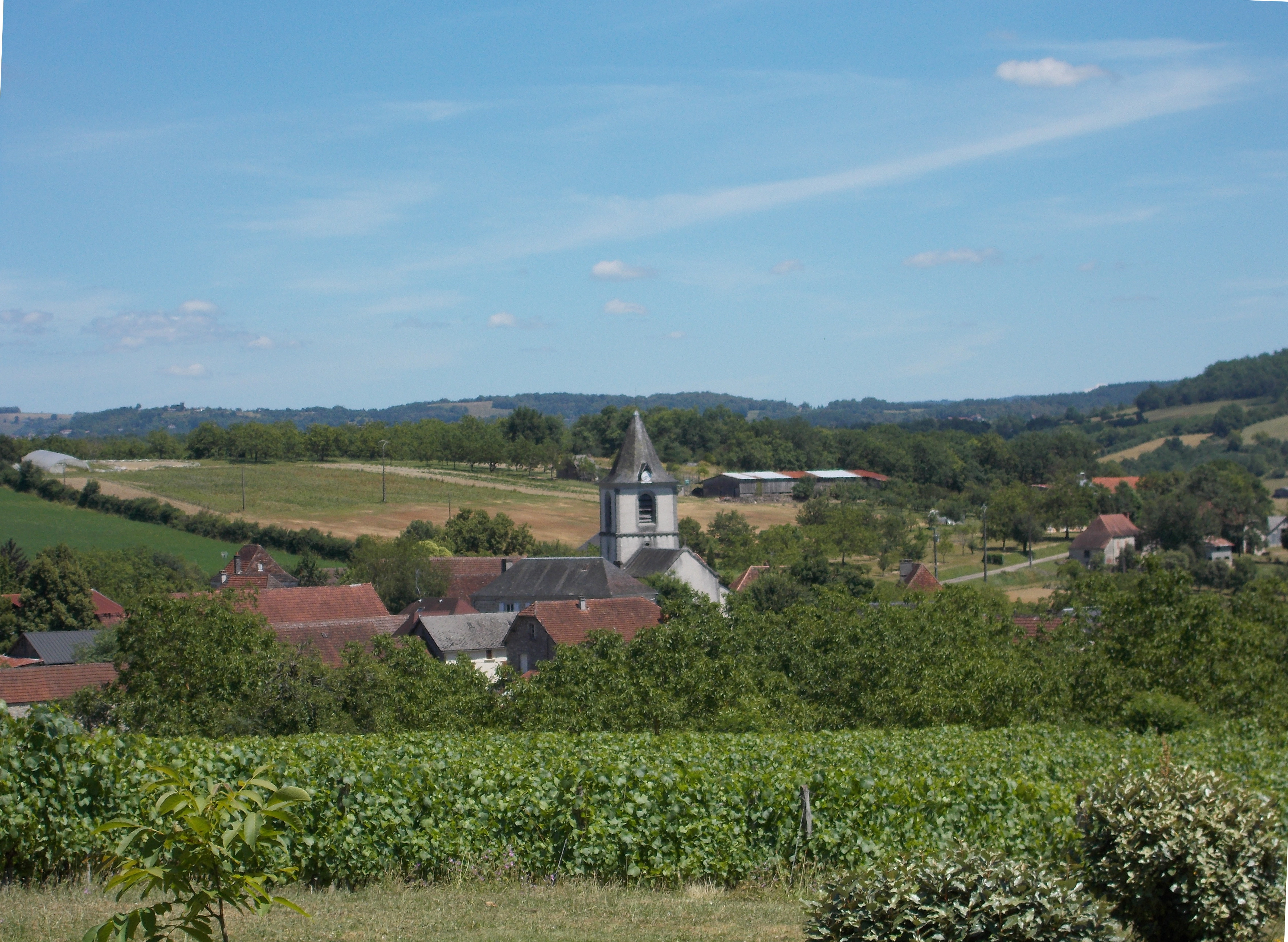
Vignes à Branceilles.

Situé à l'extrême-sud de la Corrèze, le vignoble de Branceilles a été le premier à être replanté dès 1986. Réputé au XIXe siècle (il obtint une médaille de bronze à l'Exposition universelle de 1878 à Paris), il est cultivé sur 30 ha, contre 450 à son apogée, et produit par huit agriculteurs. Les cépages utilisés sont le cabernet, le gamay et le merlot. 
Le vin est commercialisé depuis 1990, au sein d'une cave coopérative inaugurée entre 1990 et 1993, soutenue par les collectivités locales. Les vins produits sont un vin de pays (le Mille et Une Pierres), ou le vin de paille.

#### Le vignoble du Saillant-Vézère

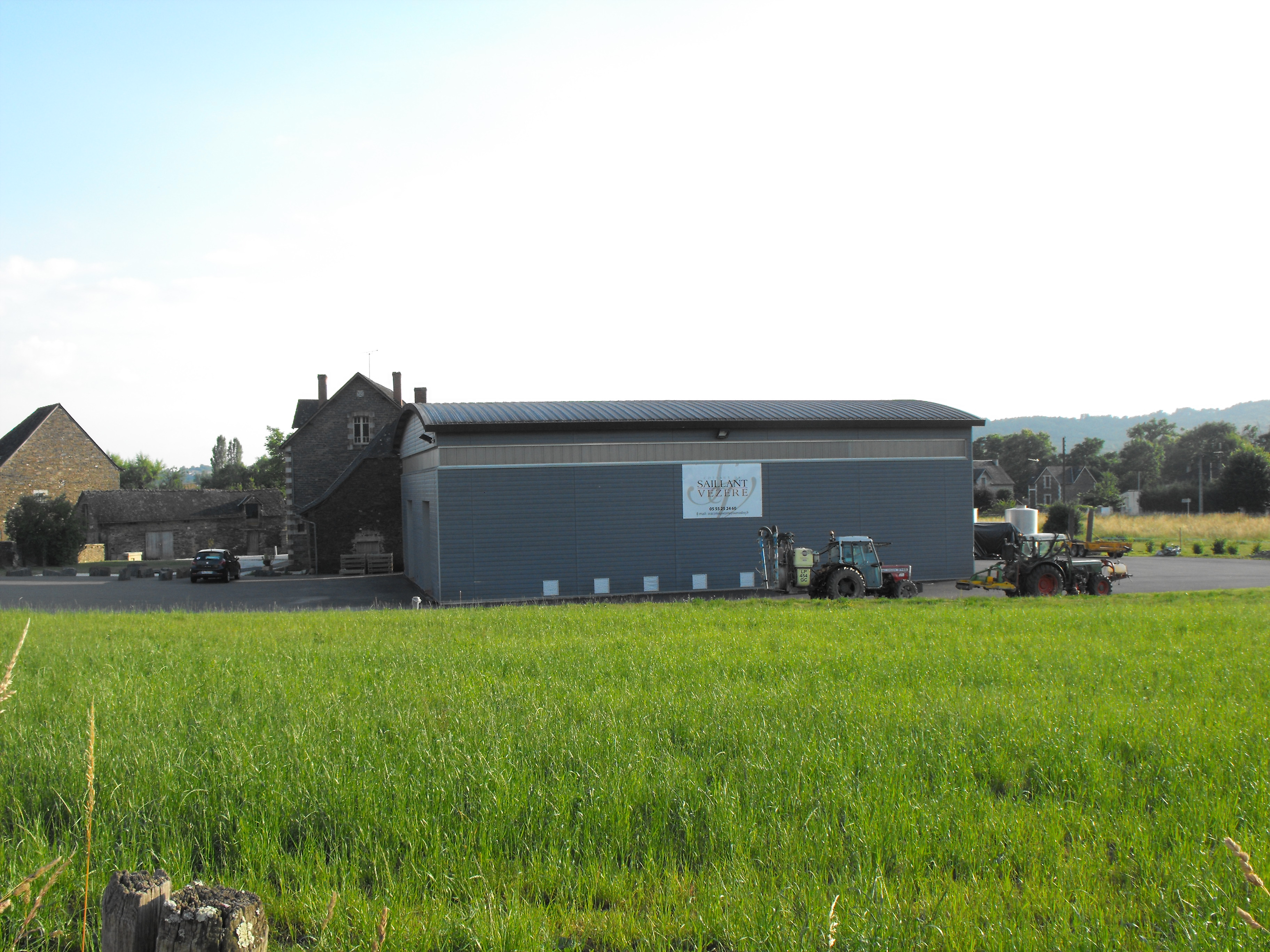
Cave des coteaux de la Vézère.

Situé principalement sur les collines schisteuses des  communes  d'Allassac et de Voutezac, le vignoble du Saillant-Vézère fut relancé dès 2003 par un petit groupe de passionnés (agriculteurs, restaurateurs, entrepreneurs. Considéré comme un des meilleurs vins du Sud-Ouest au XIXe siècle, le vin du Saillant est aussi considéré comme un atout pour le développement local, puisque sa production doit relancer l'économie agricole et l'œnotourisme. Ce renouveau a permis la création d'une maison de la vigne et de la pierre avec le Pays d’art et d’histoire Vézère-Ardoise. Depuis 2008 et la première commercialisation du vin, la cave produit 40 000 à 50 000 bouteilles par an avec des blancs (secs, tendre, moelleux), un rouge, et un rosé.

## Vignoble

### Encépagement
Les cépages utilisés pour les vins tranquilles (« vins de la Corrèze ») comme pour le vin de paille sont cabernet franc N, cabernet sauvignon N, cot N, merlot N et ségalin N. Pour les blancs, chardonnay B, chenin B, sauvignon B et sémillon B

## Types de vin et gastronomie
Le vin de paille est une boisson ambrée, liquoreuse de douze à treize degrés, née de cueillettes manuelles et d'un cahier des charges draconien ; il a une vocation apéritive, mais sur un foie gras ou en accompagnement d'un dessert, ses parfums sont à base d'abricot, d'épice ou d'écorce d'orange.